# J-street R&R Band
J-street R&R Bandは、日本のロックバンド。
1981年、所沢にて結成。

## 概要
ロサンゼルスの彷徨から戻ったベース平岡利之とギター伊賀武氏が、所沢で名を馳せていた吉角忠麿をボーカルに、ギター清野史郎、ドラム小原智雄を迎えて結成。
レイナードスキナードやオールマンブラザーズ、ドゥービーブラザーズなどのサザンロックを基盤にオリジナルを制作。
小原智雄の実家にあった蔵をスタジオにして、毎日のようにリハーサルを重ね、ライブハウス新宿Jamを中心に都内にも進出。
1982年には、ヤマハのEastWestにて、決勝大会中野サンプラザへ進出。楽曲は平岡利之作詞作曲のDraggin’ on the high way。
これを機にさらに数々のコンテストで賞を獲得。
その後ギターが清野史郎から荒井謙次に、キーボード伊東昌喜を加えて6人編成となった。
1984年には2度目のEastWest決勝大会中野サンプラザへ進出。楽曲は伊賀武氏作詞作曲のFortuity。
この曲は伊賀武氏が中学時代に見た、やはり所沢出身の元Bad scene、その当時コブラツイストのボーカルだった金子光則氏のライブにインスパイアされて出来た曲。この曲でギター伊賀武氏は埼玉ブロックにてベストギタリスト賞を獲得。
1985年解散　伊賀武氏は伊東昌喜、小原智雄とともに闘魂エキスプレスの法螺屋虎吉をボーカルに、Wizのギターだった磯渕治輝を迎え、ビバリーヒルズを結成。
吉角忠麿、平岡利之はジャンクショップを結成。
1987年、ボーカル吉角忠麿、ベース平岡利之、ギター伊賀武氏、ドラム小原智雄はバンド名"MARO"としてポリドールレコード、ミュージックロードレーベルからデビュー。
デビュー曲"摩天楼"はオリコンで最高位67位まで上がった。
2016年6月、ボーカルの吉角忠麿が逝去。
2017年、弟の秀麿をボーカルに迎え再始動。
2022年、結成から41年、最初のEastWest決勝から40周年、MAROのデビューから35周年を迎える。

## Member
- 吉角忠麿　(ボーカル、ギター)*2016年逝去
- 吉角英麿　(ボーカル、ブルースハープ) 2017~
- 平岡利之　(ベース、コーラス)
- 伊賀武氏　(ギター、ボーカル、コーラス)
- 伊東昌喜　(キーボード、コーラス)
- 荒井謙次　(ギター、コーラス)
- 小原智雄　(ドラム)